# A Casagrande család: A film
A Casagrande család: A film (eredeti cím: The Casagrandes Movie) 2024-ben bemutatott amerikai-brit 2D-s számítógépes animációs kalandfilm-vígjáték, amely a Casagrande család című animációs sorozat alapján készült. A filmet Miguel Puga rendezte, a forgatókönyvet Tony Gama-Lobo, Rebecca May, Lalo Alcaraz és Rosemary Contreras írta. A Nickelodeon Movies és a Mighty Studios gyártásában készült és a Netflix forgalmazásában jelent meg.
Az Amerikai Egyesült Államokban és Magyarországon is 2024. március 22-én mutatták be a Netflixen.

## Szereplők
| Szereplő              | Eredeti hang       | Magyar hang         |
| --------------------- | ------------------ | ------------------- |
| Ronnie Anne Santiago  | Izabella Alvarez   | Boldog Emese        |
| Maria Santiago        | Sumalee Montano    | Orosz Anna          |
| Punguari / Shara      | Paulina Chávez     | Engel-Iván Lili     |
| Lupe mama             | Angélica Aragón    | Bókai Mária         |
| Rosa Casagrande       | Sonia Manzano      | Szórádi Erika       |
| Sisiki                | Kate del Castillo  | Solecki Janka       |
| Carl Casagrande       | Alex Cazares       | Sándor Barnabás     |
| Falusi gyerek         | Alex Cazares       | TBA                 |
| Bobby Santiago        | Carlos PenaVega    | Ifj. Boldog Gábor   |
| Lapos-Arturo          | Carlos PenaVega    | Ifj. Boldog Gábor   |
| Carlos Casagrande     | Carlos Alazraqui   | Fellegi Lénárd      |
| Sergio                | Carlos Alazraqui   | Szokol Péter        |
| Don Tacho             | Carlos Alazraqui   | Bartók László       |
| Hector Casagrande     | Ruben Garfias      | Petridisz Hrisztosz |
| Sid Chang             | Leah Mei Gold      | Hermann Lilla       |
| Carlota Casagrande    | Alexa PenaVega     | Tamási Nikolett     |
| Chipiri               | Cristo Fernández   | Juhász Zoltán       |
| Paco                  | Sergio Aragonés    | TBA                 |
| Frida Puga-Casagrande | Roxana Ortega      | Mohácsi Nóra        |
| Papucs harcos         | Roxana Ortega      | TBA                 |
| CJ Casagrande         | Jared Kozak        | Bogdán Gergő        |
| Felipe, az utcai árus | Jorge R. Gutierrez | TBA                 |
| Biztonsági őr         | Kurly Tlapoyawa    | TBA                 |
| Falusi ember          | Kurly Tlapoyawa    | TBA                 |
| Arturo Santiago       | Fabio Tassone      | Seder Gábor         |
| Carlitos Casagrande   | Cristina Milizia   | Pupos Tímea         |
| Falusi nő             | Cristina Milizia   | TBA                 |
| Turista nők           | Cristina Milizia   | TBA                 |
| Turista nők           | April M. Lawrence  | TBA                 |
| Turista nők           | Caitlyn Connelly   | TBA                 |
| Lalo                  | Dee Bradley Baker  | Eredeti hang        |

- További hangok: Balogh Cecíllia, Bartók László, Harna Péter, Juhász Réka, Kovács Olga, Németh Attila István, Péter Richárd, Schmidt Antónia, Schmidt Karolina, Schmidt Regina, Szabó Andor, Szrna Krisztián

### Szinkronstáb
| Magyar változat munkatársai | Magyar változat munkatársai |
| --------------------------- | --------------------------- |
| Szinkronstúdió              | Iyuno Hungary               |
| Fordító                     | Orosz Gergely               |
| Dalszöveg                   | Weichinger Kálmán           |
| Vágó                        | Kránitz Bence               |
| Hangmérnök                  | Bogdán Gergő                |
| Gyártásvezető               | Bogdán Anikó                |
| Zenei rendező               | Posta Victor                |
| Szinkronrendező             | Dobay Brigitta              |
| Produkciós vezető           | Felföldi Anna               |